# Testulea
Testulea é um género monotípico de plantas com flor, pertencente à tribo Testuleeae da família das Ochnaceae, cuja única espécie é Testulea gabonensis. Originário das florestas tropicais da África Ocidental produz a madeira comercializada sob o nome de izombe.